# Versus aureus
Le versus aureus (aussi appelé vers d'or en français) est un type de vers latin dont la structure raffinée a été particulièrement recherchée par certains poètes. Cette structure, déjà identifiée par les grammairiens latins sous le nom de « vers rond » (versus teres ou volubilis), a reçu son nom actuel dans la grammaire d'Edward Burles en 1652, qui toutefois restreignait cette appellation à l'hexamètre dactylique. Il est aujourd'hui admis que tout vers, quel que soit son mètre, structuré conformément à la définition du versus aureus, peut recevoir ce nom : on trouve ainsi des pentamètres dactyliques et des trimètres iambiques qui peuvent être identifiés à des versus aurei. 

## Définitions

### Le «versus aureus» proprement dit
Un vers donné est appelé versus aureus lorsqu'il contient exactement cinq mots dans un ordre précis, à savoir : [adjectif 1] [adjectif 2] [verbe] [nom 1] [nom 2], ou plus simplement abVAB :
Lurida terribiles miscent aconita novercae (Ovide, Métamorphoses, I, 147) : hexamètre dactylique
Inmiti saevus duxerat arte faber (Tibulle, Élégies, I, 3, 48) : pentamètre dactylique
Binos propinqua tingit Aethiopas face (Sénèque, Hercule furieux, 38) : trimètre iambique
Les accords entre noms et adjectifs sont mis en évidence par des caractères gras pour le premier groupe nominal, et italiques pour le second, le verbe étant souligné. Un versus aureus semble donc être un vers qui « tourne » autour du verbe trônant au centre, ce qui explique la dénomination de versus teres ou volubilis que lui a donnée Diomède. Le vers semble ainsi « fermé sur lui-même », raison pour laquelle il ne comprend généralement pas d'enjambement, et se prête ainsi fort bien à un rythme conclusif. L'élision y est en outre très mal admise.

### Le «versus argenteus»
Il est généralement admis d'assimiler à des versus aurei les vers où les adjectifs et les noms ne se suivent pas de façon parallèle, mais où ils se répondent en chiasme, c'est-à-dire les vers présentant une structure abVBA. De tels vers sont parfois appelés, surtout dans la critique anglo-saxonne, des silver lines ou versus argentei. On trouve ainsi :
Humanum miseris volvunt erroribus aevum (Prudence, Hamartigenia, 377) : hexamètre dactylique
Pallidulum manans alluit unda pedem (Catulle, 65, 6) : pentamètre dactylique
Securus alto reddat in solio parens (Sénèque, Œdipe, 271) : trimètre iambique
Ce dernier exemple permet en outre d'illustrer que l'on accepte généralement, à côté des cinq mots constitutifs du versus aureus, qu'il y ait l'un ou l'autre « mot-outil », c'est-à-dire une préposition, une conjonction, une négation, voire un pronom relatif ou un adverbe de sens faible. En revanche, ne sont pas considérés comme des versus aurei ou argentei les vers où les noms précèdent le verbe (type ABVab ou ABVba).

## Utilisation par les poètes classiques
Le philologue anglais S. E. Winbolt, constatant la quasi-absence de théorisation de cette structure chez les Anciens, estimait que la récurrence des versus aurei chez les poètes n'était qu'une conséquence de la combinaison de plusieurs traits classiques de la « langue poétique » des Romains. En effet, les adjectifs sont omniprésents dans la poésie latine ; Georg Sabinus écrivait même : « Versus absque epitheto nudus est et velut incomptus » (« Un vers sans épithète est nu et comme mal peigné »). Or, ces adjectifs omniprésents ont très largement tendance à précéder le nom auquel ils se rapportent, pour des raisons emphatiques, et l'hyperbate est elle aussi très appréciée. Virgile aurait ainsi pu sans problème écrire un vers comme : « Amissos socios longo sermone requirunt » (c'eût été, au plan métrique, un parfait hexamètre) ; mais il a préféré, pour des raisons stylistiques tenant aux habitudes de la « langue poétique » latine, écrire : « Amissos longo socios sermone requirunt » (Énéide, I, 217). On voit donc bien que, même si ce vers virgilien n'est pas à proprement parler un versus aureus, une disposition verbale analogue semble naturelle aux poètes. Le versus aureus ne serait donc que le raffinement le plus abouti de cette tendance générale de la versification latine soignée.

En tout cas, les statistiques de fréquence des versus aurei et argentei, relevées à ce jour surtout pour l'hexamètre avec les travaux de Mayer, montrent des résultats assez variables selon les genres et les auteurs. Virgile se situe ainsi autour de 2% dans les Bucoliques et les Géorgiques, et descend à 0,61% dans l'Énéide, mais les poèmes de l'Appendix Vergiliana sont souvent bien au-dessus, culminant à 7,21% avec Ciris. Catulle semble aussi avoir largement affectionné la structure, avec 6,86%, mais ce n'est encore rien face aux 14,29% de versus aurei et argentei parmi les hexamètres de l'Apocoloquintose de Sénèque. Les Métamorphoses d'Ovide en comptent 1,28%, mais, à moins qu'il s'agisse d'une étonnante coïncidence, l'auteur semble conscient du caractère « parfait » du versus aureus, puisqu'il conclut sa description de l'Âge d'or par un tel vers :
Flavaque de virdi stillabant ilice mella (Ovide, Métamorphoses, 112)
On observe souvent, chez un même auteur, une diminution de la fréquence des versus aurei et argentei entre ses premières et ses dernières œuvres, peut-être parce qu'avec l'expérience, les poètes se sentent plus libérés des contraintes d'une versification « scolaire ».

## Postérité
Le versus aureus est encore pratiqué chez les auteurs tardo-antiques et médiévaux, souvent dans des proportions comparables à celles observées chez les poètes classiques. Bède le Vénérable, dans son De arte metrica, juge que « le plus bel arrangement d'un vers dactylique est accompli lorsque l'avant-dernier mot s'accorde avec le premier, et le dernier avec le deuxième », ce qui correspond assez bien à la définition du versus aureus. C'est surtout dans le monde anglophone qu'une sorte de fascination va naître pour cette structure, particulièrement dans l'hexamètre, à partir du traité De arte metrificandi de Jacob Wimpfeling (1484). La pratique du versus aureus devint alors peu à peu un exercice scolaire très apprécié dans les écoles anglaises.